# فرانسيسكو فاييخوبونس

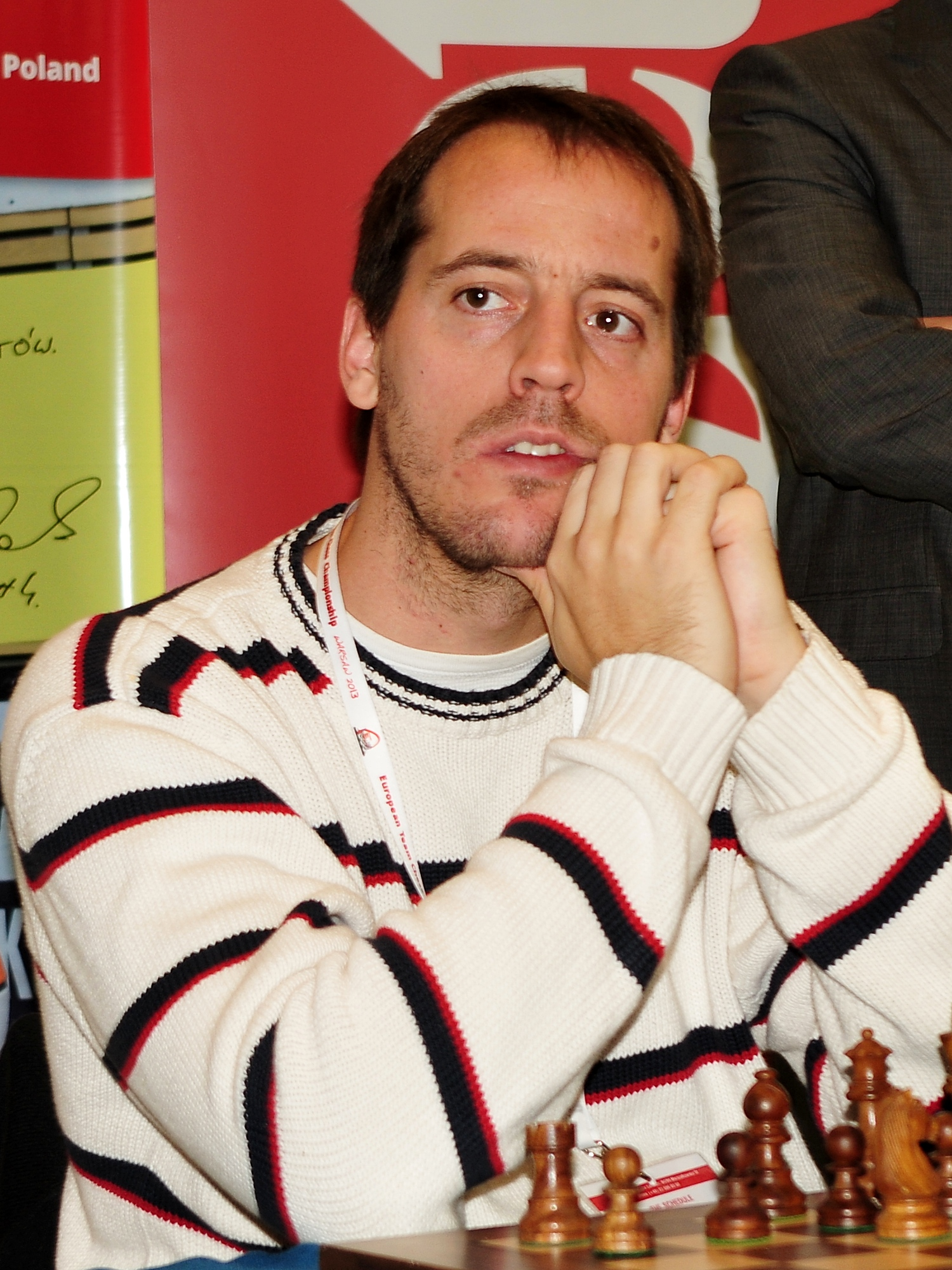

فرانسيسكو فاييخو بونس (بالإسبانية: Francisco Vallejo Pons) من مواليد 21 أغسطس 1982 في فياكارلوس (مينوركا)، هو لاعب شطرنج إسباني يحمل لقب أستاذ دولي كبير.

## روابط خارجية
- فرانسيسكو فاييخوبونس على موقع الاتحاد الدولي للشطرنج (الإنجليزية)
- فرانسيسكو فاييخوبونس على موقع مباريات الشطرنج (الإنجليزية)
- فرانسيسكو فاييخوبونس على موقع 365Chess.com (الإنجليزية)
- فرانسيسكو فاييخوبونس على موقع Chesstempo.com (الإنجليزية)
- فرانسيسكو فاييخوبونس على موقع الاتحاد الأمريكي للشطرنج (الإنجليزية)
- فرانسيسكو فاييخوبونس سجل أولمبياد الشطرنج على موقع OlimpBase.org (الإنجليزية)